# Bridgend (community)
Bridgend är en community i Bridgend i Wales. Communityn har 14 912 invånare (2011).
Den utgör den centrala delen av orten Bridgend.